# Форт-Ларамі
Форт-Ларамі (англ. Fort Laramie) — місто (англ. town) в США, в окрузі Ґошен штату Вайомінг. Населення — 206 осіб (2020).

## Географія
Форт-Ларамі розташований за координатами 42°12′48″ пн. ш. 104°31′4″ зх. д. / 42.21333° пн. ш. 104.51778° зх. д. (42.213357, -104.517729).  За даними Бюро перепису населення США в 2010 році місто мало площу 0,69 км², уся площа — суходіл.

### Клімат
| Клімат : Форт-Ларамі | Клімат : Форт-Ларамі | Клімат : Форт-Ларамі | Клімат : Форт-Ларамі | Клімат : Форт-Ларамі | Клімат : Форт-Ларамі | Клімат : Форт-Ларамі | Клімат : Форт-Ларамі | Клімат : Форт-Ларамі | Клімат : Форт-Ларамі | Клімат : Форт-Ларамі | Клімат : Форт-Ларамі | Клімат : Форт-Ларамі | Клімат : Форт-Ларамі |
| Показник | Січ.                 | Лют.                 | Бер.                 | Квіт.                | Трав.                | Черв.                | Лип.                 | Серп.                | Вер.                 | Жовт.                | Лист.                | Груд.                | Рік                  |
| Абсолютний максимум, °C | 20,0                 | 22,2                 | 26,7                 | 31,7                 | 36,7                 | 40,6                 | 41,1                 | 39,4                 | 38,9                 | 33,3                 | 26,7                 | 22,2                 | 41,1                 |
| Середній максимум, °C | 5,4                  | 6,6                  | 11,9                 | 15,9                 | 21,1                 | 27,3                 | 32,1                 | 31,2                 | 25,7                 | 17,7                 | 9,9                  | 5,1                  | 17,5                 |
| Середній мінімум, °C | −10,9                | −10,3                | −5,7                 | −1,7                 | 3,7                  | 8,6                  | 12,2                 | 11,0                 | 4,9                  | −1,8                 | −7,4                 | −11,3                | −0,7                 |
| Абсолютний мінімум, °C | −32,8                | −37,8                | −23,3                | −13,9                | −7,8                 | −2,2                 | 2,8                  | −0,6                 | −6,7                 | −21,7                | −25,6                | −40                  | −40                  |
| Норма опадів, мм | 5                    | 11                   | 18                   | 43                   | 66                   | 60                   | 46                   | 38                   | 32                   | 29                   | 12                   | 10                   | 370                  |
| Днів з опадами | 3                    | 4                    | 5                    | 8                    | 10                   | 8                    | 7                    | 6                    | 5                    | 5                    | 4                    | 4                    | 69,0                 |
| Днів зі снігом | 2                    | 3                    | 2                    | 2                    | 0                    | 0                    | 0                    | 0                    | 0                    | 1                    | 2                    | 3                    | 15,0                 |
| --- | -------------------- | -------------------- | -------------------- | -------------------- | -------------------- | -------------------- | -------------------- | -------------------- | -------------------- | -------------------- | -------------------- | -------------------- | -------------------- |
| Джерело: WRCC (https://wrcc.dri.edu/cgi-bin/cliMAIN.pl?wy6852) Snowy days from Nowdata for Old Fort Laramie from the Cheyenne area |                      |                      |                      |                      |                      |                      |                      |                      |                      |                      |                      |                      |                      |

## Демографія
Згідно з переписом 2010 року, у місті мешкало 230 осіб у 111 домогосподарстві у складі 60 родин. Густота населення становила 335 осіб/км².  Було 143 помешкання (208/км²).
Расовий склад населення:
| - 91,7 % — білих - 1,3 % — корінних американців - 3,9 % — осіб інших рас |

До двох чи більше рас належало 3,0 %. Частка іспаномовних становила 5,7 % від усіх жителів.
За віковим діапазоном населення розподілялося таким чином: 18,3 % — особи молодші 18 років, 57,4 % — особи у віці 18—64 років, 24,3 % — особи у віці 65 років та старші. Медіана віку мешканця становила 49,5 року. На 100 осіб жіночої статі у місті припадало 115,0 чоловіків;  на 100 жінок у віці від 18 років та старших — 123,8 чоловіків також старших 18 років.
Середній дохід на одне домашнє господарство  становив 46 035 доларів США (медіана — 29 886), а середній дохід на одну сім'ю — 61 630 доларів (медіана — 56 250). За межею бідності перебувало 11,7 % осіб, у тому числі 16,7 % дітей у віці до 18 років та 12,7 % осіб у віці 65 років та старших.
Цивільне працевлаштоване населення становило 78 осіб. Основні галузі зайнятості: освіта, охорона здоров'я та соціальна допомога — 21,8 %, транспорт — 15,4 %, роздрібна торгівля — 14,1 %, публічна адміністрація — 12,8 %.
За даними перепису 2000 року,
на території муніципалітету мешкало 243 людей, було 119 садиб та 59 сімей.
Густота населення становила 347,5 осіб/км². Було 149 житлових будинків.
З 119 садиб у 20,2% проживали діти до 18 років, подружніх пар, що мешкали разом, було 39,5%,
садиб, у яких господиня не мала чоловіка — 6,7%, садиб без сім'ї — 50,4%.
Власники 42,0% садиб мали вік, що перевищував 65 років, а в 21,0% садиб принаймні одна людина була старшою за 65 років.
Кількість людей у середньому на садибу становила 2,04, а в середньому на родину 2,86.
Середній річний дохід на садибу становив 22 500 доларів США, а на родину — 32 917 доларів США.
Чоловіки мали дохід 28 929 доларів, жінки — 13 125 доларів.
Дохід на душу населення був 13 236 доларів.
Приблизно 18,9% родин та 20,5% населення жили за межею бідності.
Серед них осіб до 18 років було 23,3%, і понад 65 років — 12,5%.
Середній вік населення становив 45 років.